# Gyenes András
Gyenes András Károly (Kisbecskerek, 1923. november 5. – Budapest, 1997. július 9.) magyar szakszervezeti vezető, kommunista politikus, sportvezető, diplomata, 1970 és 1971 között külügyminiszter-helyettes, 1974-től 1975-ig a Magyar Népköztársaság berlini nagykövete, 1975 és 1989 között országgyűlési képviselő.

## Élete
Gyenes András 1923-ban született a trianoni békeszerződéssel Romániához csatolt Kisbecskereken, Gyenes József húsipari szakmunkás és Kovács Júlia fiaként. Két középiskolai osztályt végzett, majd 1937-ben Temesváron lett hentestanuló, 1940-ben szerzett hentes segédlevelet. 1940 és 1943 között kisebb temesvári húsboltokban dolgozott hentessegédként, majd 1943 elején átszökött Magyarországra. Ekkor illegális határátlépőként néhány hétre Losoncra internálták, majd 1943 májusától 1948-ig a szegedi Pick-gyárban dolgozott.
1944-ben a Húsipari Munkások Szakszervezete, 1945-ben a Magyar Kommunista Párt, majd 1948-ban a Magyar Dolgozók Pártja tagja lett. 1948-tól a Magyarországi Húsipari Munkások Szabad Szakszervezete oktatási titkára, valamint a Szakszervezeti Tanács, illetve a Szakszervezetek Országos Tanácsa (SZOT) Káder Osztálya politikai munkatársa, majd alosztályvezetője volt. Az átszervezés után, 1950-ben az Élelmezésipari Dolgozók Szakszervezete (ÉDOSZ) főtitkárhelyettese, 1951-ben főtitkára, 1953-ban a SZOT Káder Osztályának vezetője, majd 1954-ben a SZOT titkára lett. 1950-ben elvégezte az MDP öt hónapos pártiskoláját, majd 1955-ben a Szovjetunió Kommunista Pártja Központi Bizottsága hároméves pártfőiskolájának hallgatója lett.
Az 1956-os forradalom hírére hazatért, a Magyar Szocialista Munkáspárt tagja és a Magyar Szabad Szakszervezetek Országos Szövetsége Sport Osztályának vezetője, majd 1958-ban a Magyar Testnevelési és Sport Hivatal, illetve a Magyar Testnevelési és Sport Tanács (MTST) elnökhelyettese lett. 1961 novemberében a „sporthivatalban elkövetett hibák miatt” a Központi Ellenőrző Bizottság megrovás pártbüntetésében részesült, és mivel oroszul, románul és németül is jól beszélt, 1962 februárjától a Magyar Szocialista Munkáspárt Központi Bizottsága Külügyi Osztálya alosztályvezetőjeként „külügyi vonalra irányították át”.
1963 és 1968 között az MSZMP KB Külügyi Osztálya osztályvezető-helyettese, majd 1968-tól 1970-ig osztályvezetője volt. 1970 februárjában külügyminiszter-helyettessé nevezték ki Péter János miniszter mellé, tisztségét 1971 áprilisáig töltötte be. Ezt követően ismét az MSZMP KB Külügyi Osztályának vezetője lett, majd 1974 augusztusától 1975 áprilisáig a Magyar Népköztársaság berlini nagykövete volt. 1970 és 1975 között az MSZMP Központi Ellenőrző Bizottsága (KEB) tagja, 1975-től 1982-ig az MSZMP KB tagja és külügyi titkára, majd 1982 és 1989 között az MSZMP KEB elnöke volt. 1985-ben az ÉDOSZ elnöke lett.
1975 és 1980 között Budapest XXI. kerületét, 1980-tól 1985-ig Nagykőröst képviselve, majd 1985 és 1989 között a Hazafias Népfront országos listájáról mandátumot szerezve országgyűlési képviselő volt. 1989 áprilisában nyugalomba vonult, majd az év októberében lemondott tisztségeiről, és visszavonult a közélettől.
Fia Gyenes J. András (1948–2022) sportújságíró, a Népsport korábbi főszerkesztő-helyettese. 1997-ben hunyt el Budapesten.

## Díjai, elismerései
- Magyar Népköztársasági Érdemérem (arany, 1951)
- Munka Érdemrend (1955)
- Magyar Népköztársasági Sportérdemérem (arany, 1958)
- Munka Érdemrend (arany fokozat, 1965, 1970, 1974)
- Jugoszláv Zászlórend vállszalaggal (1965)
- Felszabadulási Jubileumi Emlékérem (1970)
- Dimitrov-emlékérem (bolgár, 1973)
- Omayad Érdemrend különleges fokozata (szíriai, 1978)
- A Magyar Népköztársaság Érdemrendje (1983)